# Cimetière militaire allemand de Bourdon
Le cimetière militaire allemand de Bourdon se trouve en France dans la région Hauts-de-France, à 18,5 kilomètres au nord-ouest d'Amiens, sur le territoire de la commune de Bourdon dans le département de la Somme. Là reposent 22 216 soldats allemands qui ont trouvé la mort pendant la Seconde Guerre mondiale.

## Conception
Le cimetière militaire allemand de Bourdon a été conçu par l'architecte Paul Schmitthenner. Une rotonde d'une hauteur de dix mètres et d'un diamètre de douze mètres héberge une sculpture en marbre « La mère » (en allemand : Die Mutter) du sculpteur allemand Gerhard Marcks.  
De la rotonde un sentier mène jusqu'à une grande Croix latine, haute de douze mètres. Des deux côtés du sentier se trouvent 44 blocs avec les tombes. Les croix des tombes sont en pierre à chaux. Sur chacune des deux faces des croix sont inscrits trois noms.

## Caractéristiques
Le cimetière de Bourdon rassemble les dépouilles de soldats allemands morts pendant la Seconde Guerre mondiale dans les départements du Nord, du Pas-de-Calais et de la Somme : 
- des soldats allemands morts en mai 1940 en avançant vers la côte de la Manche ;
- ceux tués pendant la retraite fin d'août-début septembre 1944 quand la France fut libérée ;
- des soldats prisonniers de guerre décédés en France[2].

Le Volksbund Deutsche Kriegsgräberfürsorge est responsable de la gestion du cimetière et de l'entretien des tombes.

## L'amitié franco-allemande
Le Volksbund Deutsche Kriegsgräberfürsorge en collaboration avec le conseil municipal mène des actions dans l'esprit de l'Amitié franco-allemande.
Parmi ceux qui y participent, se trouve un membre de l'Amicale Nationale des Enfants de la Guerre - (ANEG). La jeunesse allemande et française et de jeunes soldats français y travaillent également.
En 2006, à une cérémonie funèbre pour un aviateur dont le corps avait été retrouvé, participaient des délégations allemande et française. Parmi elles se trouvaient la maire de Bourdon et un couple d'historiens anglais.